# Baiersbach (Marktleugast)
Baiersbach ist ein Gemeindeteil des Marktes Marktleugast im Landkreis Kulmbach (Oberfranken, Bayern). Baiersbach liegt in der Gemarkung Traindorf.

## Geografie
Der Weiler besteht aus den Wohnplätzen Oberbaiersbach und Unterbaiersbach. Oberbaiersbach liegt 0,6 km nordwestlich von Unterbaiersbach an einer Gemeindeverbindungsstraße, die nach Tannenwirtshaus zur Kreisstraße KU 13 (0,3 km nordwestlich) bzw. nach Hohenreuth führt (0,5 km östlich). Von Unterbaiersbach führt ein Anliegerweg nach Mannsflur (0,2 km östlich). Beide Siedlungen liegen auf einem Hochplateau am südlichen Rand des Frankenwaldes.

## Geschichte
Nach dem Kupferberger Dekretbuch hatte „Thomas, der Kürsner von Bamberg“, Besitz in „Payersdorf“. Auch das Kloster Langheim war im Ort begütert. Es verkaufte seine Ansprüche 1384 an das Hochstift Bamberg.
Mit dem Gemeindeedikt wurde ein Teil von Baiersbach dem 1811 gebildeten Steuerdistrikt Marktleugast und der im selben Jahr gebildeten Gemeinde Marktleugast zugewiesen. Dieser Teil bestand ursprünglich nur aus einem Anwesen, das die Haus-Nr. 155 von Marktleugast trug. Im Zuge der Gebietsreform in Bayern wurde Baiersbach am 1. Juli 1971 mit dem Traindorfer Gemeindeteil Baiersbach vereinigt.

### Einwohnerentwicklung
| Jahr      | 001818 | 001819 | 001861 | 001871 | 001885 | 001900 | 001925 | 001950 | 001961 | 001970 | 001987 |
| Einwohner |        | *      | 19     | 15     | 10     | 18     | 28     | 46     | 13     | 9      | 22     |
| Häuser    | 2      |        |        |        | 1      | 2      | 2      | 3      | 2      |        | 6      |
| Quelle    | [ 6 ]  | [ 10 ] | [ 11 ] | [ 12 ] | [ 13 ] | [ 14 ] | [ 15 ] | [ 16 ] | [ 17 ] | [ 18 ] | [ 1 ]  |

## Religion
Baiersbach ist seit der Reformation gemischt konfessionell. Die Katholiken sind nach Mariä Heimsuchung in Marienweiher gepfarrt, die Protestanten gehörten ursprünglich zur Pfarrei St. Georg (Guttenberg) und kamen in der zweiten Hälfte des 20. Jahrhunderts zur Pfarrei St. Maria (Stammbach).